# 브랜던 비머
브랜던 비머(Brandon Beemer, 1980년 2월 27일 ~ )는 미국의 배우이다.

## 출연 작품
- 웨딩 플레너 미스테리 (2014)
- 머터리얼 걸스 (2006)
- 슈츠 온 더 루즈 (2005)
- 비앤비 (1987)
- 우리 생애 나날들 (1965)